# 옹진선
옹진선(甕津線)은 황해남도 해주시의 해주청년역과 옹진군의 옹진역을 연결하는 철도노선이다. 지선으로는 부포선이 있다.

## 노선 정보
- 구간과 거리 : 해주청년역~옹진역(현재의 거리는 미상)
- 역 수 : 11개(양단역 포함)
- 궤도 간격 : 1435mm(표준궤)
- 전철화 구간 : 없음
- 복선 구간 : 없음
- 폐역 정보

- 국봉역(菊峰驛) : 옹진역 기점 21.8km 지점에 존재하였음.

## 연혁
- 1930년 12월 11일 : 조선철도주식회사(朝鮮鐵道株式會社)에서 황해선의 지선인 토성역~해주역(해주청년역)구간을 취야역(벽성역)까지 연장하여 협궤의 사설철도로 개통함
- 1937년 5월 19일 : 같은 회사에서 취야역과 옹진역 구간을 추가로 개통함[1]
- 1944년 4월 1일 : 해주역과 옹진역 구간은 조선총독부 철도 소속으로 전환되어 노선명은 '옹진선'으로 변경됨[2]

## 역목록
| 역명     | 로마자 역명      | 한자 역명 | 접속 노선  |
| -------- | ---------------- | --------- | ---------- |
| 해주청년 | Haeju Ch'ŏngnyŏn | 海州靑年  | 황해청년선 |
| 왕신     | Wangsin          | 王神      |            |
| 서해주   | Sŏhaeju          | 西海州    |            |
| 문정     | Munjŏng          | 文井      |            |
| 서석     | Sŏsŏk            | 西席      |            |
| 벽성     | Pyŏksŏng         | 碧城      |            |
| 자양     | Chayang          | 紫陽      |            |
| 장둔     | Changdun         | 長屯      |            |
| 신강령   | Sin'gangryŏng    | 新康翎    | 부포선     |
| 랭정     | Raengjŏng        | 冷井      |            |
| 옹진     | Ongjin           | 甕津      |            |

## 같이 보기
- 황해선